# Matthews (Carolina do Norte)
Matthews é uma vila localizada no estado norte-americano da Carolina do Norte, no Condado de Mecklenburg.

## Demografia
Segundo o censo norte-americano de 2000, a sua população era de 22.127 habitantes.
Em 2006, foi estimada uma população de 26.296, um aumento de 4169 (18.8%).

## Geografia
De acordo com o United States Census Bureau tem uma área de 36,8 km², dos quais 36,8 km² cobertos por terra e 0,0 km² cobertos por água. Matthews localiza-se a aproximadamente 222 m acima do nível do mar.

## Localidades na vizinhança
O diagrama seguinte representa as localidades num raio de 12 km ao redor de Matthews.